# Zabaglione

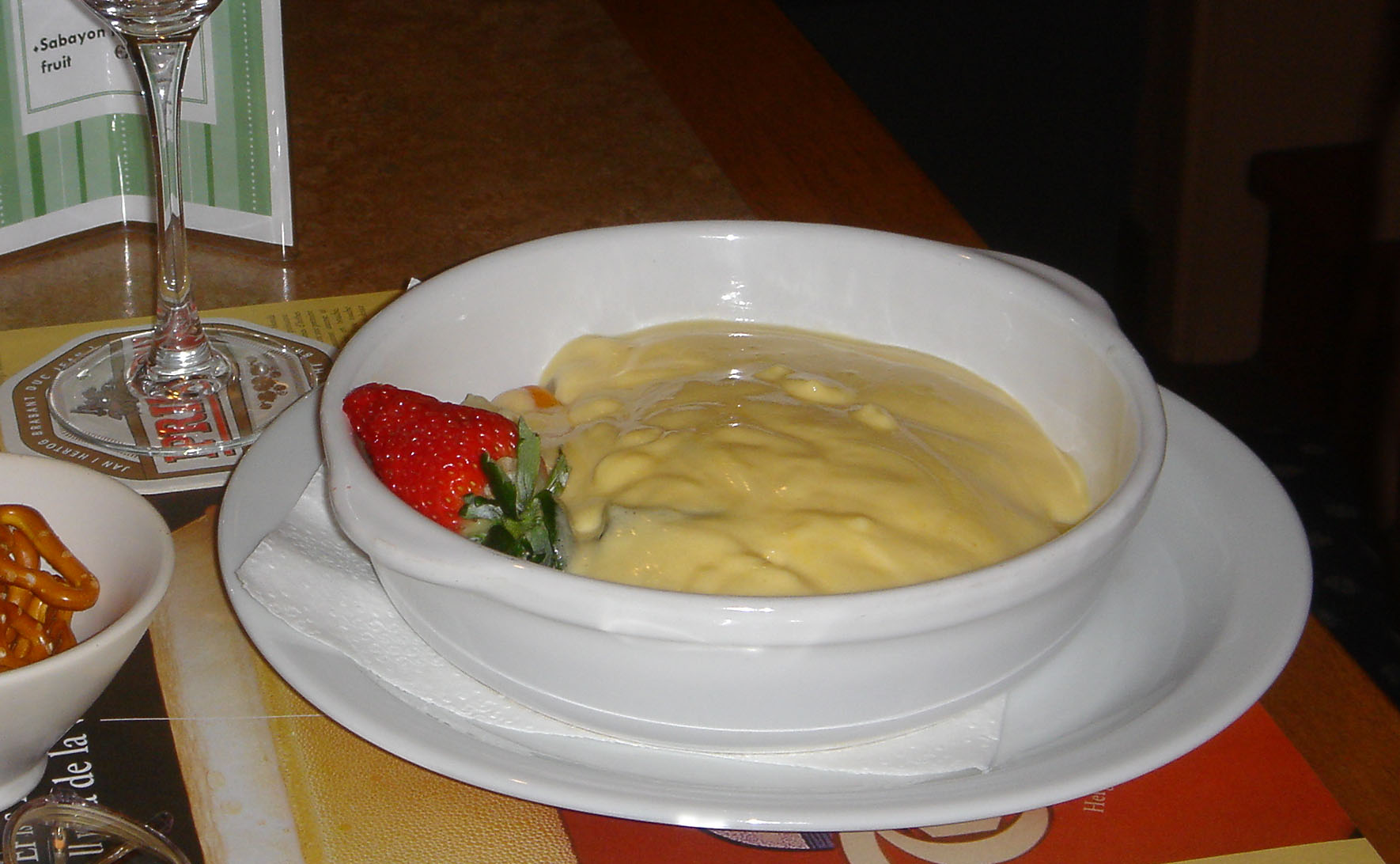

O zabaione (em língua italiana, zabaione, zabaglione e zabajone) é uma sobremesa italiana, muito leve, que se obtém batendo gemas, açúcar e vinho Marsala numa tigela colocada dentro de um tacho com água a ferver.

## História
O zabaione parece ser conhecido na Itália há muitos séculos. Diz-se que a arte de prepará-lo era conhecida dos cozinheiros que acompanharam a Catarina de Médicis quando ela foi para França casar-se com Henrique de Orléans, futuro rei desse país. Catarina tinha então (1533) apenas 14 anos. Com os seus cozinheiros, os franceses aprenderam não somente a receita do sabayon, como lhe chamaram na França, mas muitas outras especialidades italianas.